# 人类生活百态
《人类生活百态》，其全名为《人类生活百态——性道德发展史的民间调查与研究年鉴》，是一部关于性民俗和性的民族学研究的文集。与它一同问世的还有两个辅助系列，分别是《附录》系列和《历史来源书籍》系列。这部文集是重要的性学研究和风俗史著作，是弗里德里希·S·克劳斯以《Kryptadia》为基础编纂的续篇。自第四卷起，伯恩哈德·赫尔曼·奥布斯特也加入了编纂工作。文集于1904到1913年间在莱比锡的德语书局股份有限公司和（自第七卷起 ）民族学书局出版。文集为私人出版性质，"旨为学者提供参考，不供书商销售"。
这部文集是最全面的民族学性研究文集之一。来自伦理学界、医学界和法学界的许多代表人物都协助了编纂，其中包括托马斯·阿凯利斯（民族学家）、弗里德里希·J·比伯（人类学家）、伊万·布洛赫（性学家）、法蘭茲·鮑亞士（人类学家）、乔治·布尚（医生、民族学家）、阿尔伯特·欧伦伯格（神经学家）、西格蒙德·弗洛伊德（精神分析学家）、Anton Herrmann、Julian Jaworskij、Alexander Mitrovic、阿爾伯特·奈瑟（医生）、朱塞佩·皮特雷（民俗学家）、费迪南·冯·赖岑施泰因（性学家）、Isak Robinsohn、卡尔·冯·登·施泰因（医生、民族学家）、Gerald Camden Wheeler（人类学家）、等等。
自1910年起，编纂者被卷入多起诉讼，其间文集曾遭到查封。
《人类生活百态》的出版"不为卖书，也不为普通读者，只为那些接受过科学训练并因此打破偏见——此为对自然现象进行纯粹客观判断的必然前提——的读者。"